# Copa del Rey 2021/22
Die Copa del Rey 2021/22 war die 118. Austragung des spanischen Fußballpokals.
Der Wettbewerb begann am 17. November 2021 mit der Vorrunde und endete mit dem Finale am 23. April 2022. Es war die dritte Saison nach der grundlegenden Reform des Wettbewerbsmodus, der bis zum Viertelfinale in Einzelspielen entschieden wurde. Im Halbfinale fand ein Hin- und Rückspiel statt. Erstmals wurde ab dieser Saison die Auswärtstorregel in der Halbfinale nicht mehr angewendet. Stattdessen wurde bei jeglicher Torgleichheit über zwei Spiele eine Verlängerung ausgetragen. Sollten in dieser gleich viele oder keine Tore fallen, folgte das Elfmeterschießen. Im Endspiel im Olympiastadion Sevilla in Sevilla konnte Betis Sevilla den FC Valencia mit 5:4 im Elfmeterschießen besiegen. Titelverteidiger FC Barcelona schied in der Achtelfinale aus.

## Teilnehmende Mannschaften
| Primera División 20 Vereine der Saison 2020/21 | Segunda División 22 Vereine der Saison 2020/21 | Segunda División B 28 Vereine aus der Phasen C und D in der Saison 2020/21 1 | Tercera División die 18 Meister der Tercera División 2020/21 und die 14 besten Vizemeister 2 | Divisiones Regionales 20 Meister der Divisiones Regionales 2020/21 und die vier Halbfinalisten der Copa Federación |
| Atlético Madrid Real Madrid FC Barcelona FC Sevilla Real Sociedad Betis Sevilla FC Villarreal Celta Vigo FC Granada Athletic Bilbao CA Osasuna FC Cádiz FC Valencia UD Levante FC Getafe Deportivo Alavés FC Elche SD Huesca Real Valladolid SD Eibar | Espanyol Barcelona RCD Mallorca CD Leganés UD Almería FC Girona Rayo Vallecano Sporting Gijón SD Ponferradina UD Las Palmas CD Mirandés CF Fuenlabrada FC Málaga Real Oviedo CD Teneriffa Real Saragossa FC Cartagena AD Alcorcón CD Lugo CE Sabadell UD Logroñés CD Castellón Albacete Balompié | - Gruppe 1 – Phase C Burgos CF Zamora CF Unionistas de Salamanca Cultural Leonesa - Gruppe 2 – Phase C SD Amorebieta CD Calahorra CD Tudelano SD Logroñés - Gruppe 3 – Phase C UD Ibiza FC Andorra Gimnàstic de Tarragona CD Alcoyano - Gruppe 4 – Phase C Linares Deportivo UCAM Murcia CF Algeciras CF San Fernando CD Atlético Sanluqueño - Gruppe 5 – Phase C CD Badajoz UD San Sebastián de los Reyes Extremadura UD Internacional de Madrid CF Talavera de la Reina - Gruppe 1 – Phase D Racing de Ferrol Deportivo La Coruña - Gruppe 2 – Phase D Real Unión Irún - Gruppe 3 – Phase D UE Cornellà - Gruppe 5 – Phase D Rayo Majadahonda Atlético Baleares | - Gruppe 1 CD Arenteiro Bergantiños FC - Gruppe 2 UC Ceares UD Llanera † - Gruppe 3 CD Cayón - Gruppe 4 Gernika Club - Gruppe 5 CE Europa - Gruppe 6 CD Eldense UD Alzira - Gruppe 7 Unión Adarve - Gruppe 8 Gimnástica Segoviana CD Palencia Cristo Atlético - Gruppe 9 Vélez CF Atlético Mancha Real - Gruppe 10 Xerez Deportivo FC CD San Roque de Lepe - Gruppe 11 Ibiza Islas Pitiusas CE Andratx † - Gruppe 12 CD Mensajero Panadería Pulido † - Gruppe 13 Águilas FC † Atlético Pulpileño † - Gruppe 14 CP Cacereño UD Montijo - Gruppe 15 Peña Sport AD San Juan - Gruppe 16 Racing Rioja Náxara CD † - Gruppe 17 CD Teruel CD Brea - Gruppe 18 CD Marchamalo Calvo Sotelo de Puertollano † | - Copa Federación FC Córdoba CD Ebro SD Leioa CD Guijuelo - Divisiones Regionales CD Aldeano CFI Alicante Atarfe Industrial Ceuta 6 de Junio Atlético Espeleño CD Hernani CD Injerto CF Jaraíz CD Laguna Huracán Melilla CFJ Mollerussa Mora CF Nalón CF Penya Independent CF San Agustín de Guadalix SD Solares-Medio Cudeyo Unami CP CD Utrillas Victoria CF CD Villa de Fortuna |

## Qualifikationsrunde
Zur Qualifikationsrunde des Wettbewerbes waren 20 Mannschaften, die in der Saison 2020/21 in den Divisiones Regionales spielen, qualifiziert. Die Auslosung fand am 28. Oktober 2021 wie alle weiteren Auslosungen auch in der Ciudad del Fútbol in Las Rozas de Madrid statt. Es wurden zehn Paarungen ausgelost. Die Spiele wurden am 17. November 2021 ausgetragen.
| Datum                        |                                 | Ergebnis        |                              |
| ---------------------------- | ------------------------------- | --------------- | ---------------------------- |
| 17. November 2020, 15:00 WEZ | Nalón CF (VI)                   | 1:1 (3:4 i. E.) | SD Solares-Medio Cudeyo (VI) |
| 17. November 2020, 19:00 WEZ | CD Utrillas (VI)                | 2:0             | CD Injerto (VI)              |
| 17. November 2020, 19:30 WEZ | CD Aldeano (VI)                 | 1:3             | Unami CP (VI)                |
| 17. November 2020, 19:30 WEZ | Victoria CF (VI)                | 1:0             | CD Hernani (VI)              |
| 17. November 2020, 20:00 WEZ | CF San Agustín de Guadalix (VI) | 6:2             | Mora CF (VI)                 |
| 17. November 2020, 20:30 WEZ | CFI Alicante (VI)               | 7:1             | Ceuta 6 de Junio (VI)        |
| 17. November 2020, 20:30 WEZ | CFJ Mollerussa (VI)             | 1:0             | Penya Independent (VI)       |
| 17. November 2020, 20:30 WEZ | CD Villa de Fortuna (VI)        | 1:0             | Atlético Espeleño (VI)       |
| 17. November 2020, 21:00 WEZ | Huracán Melilla (VI)            | 2:1             | Atarfe Industrial (VI)       |
| 17. November 2020, 21:30 WEZ | CD Laguna (VI)                  | 4:1             | CF Jaraíz (VI)               |

## Erste Hauptrunde
Zur ersten Hauptrunde des Wettbewerbes waren alle verbleibenden Mannschaften qualifiziert. Ausgenommen waren die vier Vereine, die an der Supercopa de España teilnehmen. Die Auslosung fand am 18. November 2021. Die Spiele wurden zwischen dem 30. November und 2. Dezember 2021 ausgetragen.
| Datum                        |                                  | Ergebnis              |                                     |
| ---------------------------- | -------------------------------- | --------------------- | ----------------------------------- |
| 2. Dezember 2021, 19:00 WEZ  | Huracán Melilla (VI)             | 0:8                   | UD Levante (I)                      |
| 2. Dezember 2021, 19:30 WEZ  | CD Utrillas (VI)                 | 0:3                   | FC Valencia (I)                     |
| 1. Dezember 2021, 21:00 WEZ  | CFI Alicante (VI)                | 0:4                   | Betis Sevilla (I)                   |
| 2. Dezember 2021, 19:00 WEZ  | CF San Agustín de Guadalix (VI)  | 0:4                   | CA Osasuna (I)                      |
| 2. Dezember 2021, 21:00 WEZ  | CD Villa de Fortuna (VI)         | 0:7                   | FC Cádiz (I)                        |
| 30. November 2021, 19:00 WEZ | Victoria CF (VI)                 | 0:8                   | FC Villarreal (I)                   |
| 1. Dezember 2021, 19:00 WEZ  | SD Solares-Medio Cudeyo (VI)     | 2:3                   | Espanyol Barcelona (I)              |
| 30. November 2021, 21:00 WEZ | CFJ Mollerussa (VI)              | 1:5                   | FC Getafe (I)                       |
| 30. November 2021, 19:00 WEZ | CD Laguna (VI)                   | 0:7                   | FC Granada (I)                      |
| 30. November 2021, 19:00 WEZ | Unami CP (VI)                    | 0:3                   | Deportivo Alavés (I)                |
| 1. Dezember 2021, 19:00 WEZ  | FC Córdoba (IV)                  | 0:1 n. V.             | FC Sevilla (I)                      |
| 2. Dezember 2021, 19:00 WEZ  | CD Guijuelo (V)                  | 1:1 n. V. (3:4 i. E.) | Rayo Vallecano (I)                  |
| 30. November 2021, 21:00 WEZ | CD Ebro (IV)                     | 0:5                   | Celta Vigo (I)                      |
| 2. Dezember 2021, 21:00 WEZ  | SD Leioa (V)                     | 0:2                   | FC Elche (I)                        |
| 1. Dezember 2021, 20:00 WEZ  | Panadería Pulido (IV)            | 0:4                   | Real Sociedad (I)                   |
| 1. Dezember 2021, 19:00 WEZ  | Gimnástica Segoviana (IV)        | 0:2 n. V.             | RCD Mallorca (I)                    |
| 2. Dezember 2021, 19:00 WEZ  | Gernika Club (IV)                | 1:2                   | SD Eibar (II)                       |
| 1. Dezember 2021, 16:30 WEZ  | CD Mensajero (IV)                | 0:1                   | Real Saragossa (II)                 |
| 30. November 2021, 20:00 WEZ | CD Teruel (IV)                   | 0:1                   | AD Alcorcón (II)                    |
| 30. November 2021, 20:00 WEZ | UC Ceares (IV)                   | 0:1                   | Sporting Gijón (II)                 |
| 1. Dezember 2021, 21:00 WEZ  | CD San Roque de Lepe (IV)        | 0:3                   | CD Mirandés (II)                    |
| 1. Dezember 2021, 20:30 WEZ  | CE Europa (IV)                   | 0:1                   | SD Amorebieta (II)                  |
| 30. November 2021, 21:00 WEZ | UD Montijo (IV)                  | 0:1                   | Burgos CF (II)                      |
| 30. November 2021, 16:00 WEZ | CD Cayón (IV)                    | 0:2                   | SD Huesca (II)                      |
| 2. Dezember 2021, 20:00 WEZ  | Calvo Sotelo de Puertollano (IV) | 1:5                   | FC Girona (II)                      |
| 1. Dezember 2021, 20:00 WEZ  | UD Alzira (IV)                   | 0:1                   | CF Fuenlabrada (II)                 |
| 2. Dezember 2021, 19:30 WEZ  | Peña Sport (IV)                  | 0:3                   | FC Málaga (II)                      |
| 2. Dezember 2021, 21:00 WEZ  | Ibiza Islas Pitiusas (IV)        | 1:2 n. V.             | CD Teneriffa (II)                   |
| 30. November 2021, 21:00 WEZ | Águilas FC (IV)                  | 1:1 n. V. (3:5 i. E.) | UD Almería (II)                     |
| 30. November 2021, 20:00 WEZ | Racing Rioja (IV)                | 0:2                   | FC Cartagena (II)                   |
| 2. Dezember 2021, 20:15 WEZ  | Unión Adarve (IV)                | 2:2 n. V. (3:4 i. E.) | CD Lugo (II)                        |
| 30. November 2021, 19:00 WEZ | CD Marchamalo (IV)               | 0:1                   | Real Valladolid (II)                |
| 1. Dezember 2021, 20:30 WEZ  | CP Cacereño (IV)                 | 1:2                   | SD Ponferradina (II)                |
| 2. Dezember 2021, 20:45 WEZ  | Xerez Deportivo FC (IV)          | 1:2                   | CD Leganés (II)                     |
| 1. Dezember 2021, 20:00 WEZ  | CE Andratx (IV)                  | 2:1                   | Real Oviedo (II)                    |
| 2. Dezember 2021, 20:00 WEZ  | Vélez CF (IV)                    | 2:3                   | UD Las Palmas (II)                  |
| 1. Dezember 2021, 19:00 WEZ  | CD Brea (IV)                     | 0:2                   | UD Ibiza (II)                       |
| 2. Dezember 2021, 20:00 WEZ  | CD Palencia Cristo Atlético (IV) | 2:0                   | Real Unión Irún (III)               |
| 2. Dezember 2021, 20:00 WEZ  | Atlético Pulpileño (IV)          | 0:1                   | CD Castellón (III)                  |
| 1. Dezember 2021, 18:30 WEZ  | Bergantiños FC (IV)              | 2:0                   | CD Tudelano (III)                   |
| 2. Dezember 2021, 20:30 WEZ  | CD Eldense (IV)                  | 0:1                   | Rayo Majadahonda (III)              |
| 30. November 2021, 18:30 WEZ | Náxara CD (IV)                   | 0:1                   | FC Andorra (III)                    |
| 1. Dezember 2021, 20:00 WEZ  | AD San Juan (IV)                 | 1:2                   | UD San Sebastián de los Reyes (III) |
| 2. Dezember 2021, 20:00 WEZ  | UD Llanera (IV)                  | 2:1                   | UD Logroñés (III)                   |
| 1. Dezember 2021, 20:00 WEZ  | Atlético Mancha Real (IV)        | 2:1                   | Internacional de Madrid (III)       |
| 1. Dezember 2021, 20:30 WEZ  | CD Arenteiro (IV)                | 2:1                   | SD Logroñés (III)                   |
| 1. Dezember 2021, 20:30 WEZ  | CD Calahorra (III)               | 1:1 n. V. (4:5 i. E.) | Atlético Baleares (III)             |
| 1. Dezember 2021, 20:30 WEZ  | Extremadura UD (III)             | 1:4                   | Zamora CF (III)                     |
| 30. November 2021, 21:00 WEZ | Albacete Balompié (III)          | 2:1 n. V.             | Racing de Ferrol (III)              |
| 1. Dezember 2021, 20:00 WEZ  | UCAM Murcia CF (III)             | 3:4 n. V.             | Deportivo La Coruña (III)           |
| 30. Dezember 2021, 20:30 WEZ | Atlético Sanluqueño (III)        | 2:0                   | CE Sabadell (III)                   |
| 30. November 2021, 21:00 WEZ | CD Badajoz (III)                 | 0:3                   | CD Alcoyano (III)                   |
| 1. Dezember 2021, 20:30 WEZ  | Linares Deportivo (III)          | 0:0 n. V. (6:5 i. E.) | Gimnàstic de Tarragona (III)        |
| 1. Dezember 2021, 19:00 WEZ  | San Fernando CD (III)            | 2:3                   | Cultural Leonesa (III)              |
| 1. Dezember 2021, 20:15 WEZ  | CF Talavera de la Reina (III)    | 2:0                   | UE Cornellà (III)                   |
| 1. Dezember 2021, 19:00 WEZ  | Algeciras CF (III)               | 1:2                   | Unionistas de Salamanca (III)       |

## Zweite Hauptrunde
Die Auslosung fand am 3. Dezember 2021 statt. Die Spiele wurden zwischen dem 14. und 16. Dezember 2021 ausgetragen.
| Datum                        |                                     | Ergebnis              |                        |
| ---------------------------- | ----------------------------------- | --------------------- | ---------------------- |
| 16. Dezember 2021, 21:00 WEZ | Atlético Mancha Real (IV)           | 1:0                   | FC Granada (I)         |
| 15. Dezember 2021, 19:00 WEZ | Bergantiños FC (IV)                 | 1:3                   | Rayo Vallecano (I)     |
| 14. Dezember 2021, 21:00 WEZ | CD Palencia Cristo Atlético (IV)    | 1:2                   | Espanyol Barcelona (I) |
| 16. Dezember 2021, 19:00 WEZ | UD Llanera (IV)                     | 0:6                   | RCD Mallorca (I)       |
| 15. Dezember 2021, 19:00 WEZ | CE Andratx (IV)                     | 1:1 n. V. (5:6 i. E.) | FC Sevilla (I)         |
| 16. Dezember 2021, 19:00 WEZ | CD Arenteiro (IV)                   | 1:3 n. V.             | FC Valencia (I)        |
| 16. Dezember 2021, 21:00 WEZ | Albacete Balompié (III)             | 0:1                   | FC Cádiz (I)           |
| 16. Dezember 2021, 21:00 WEZ | Atlético Baleares (III)             | 5:0                   | FC Getafe (I)          |
| 15. Dezember 2021, 19:00 WEZ | Zamora CF (III)                     | 0:3                   | Real Sociedad (I)      |
| 15. Dezember 2021, 21:00 WEZ | Unionistas de Salamanca (III)       | 0:1                   | FC Elche (I)           |
| 16. Dezember 2021, 21:00 WEZ | Deportivo La Coruña (III)           | 1:2                   | CA Osasuna (I)         |
| 14. Dezember 2021, 21:00 WEZ | CD Alcoyano (III)                   | 3:3 n. V. (3:1 i. E.) | UD Levante (I)         |
| 15. Dezember 2021, 21:00 WEZ | Atlético Sanluqueño (III)           | 1:7                   | FC Villarreal (I)      |
| 16. Dezember 2021, 19:00 WEZ | CF Talavera de la Reina (III)       | 2:4 n. V.             | Betis Sevilla (I)      |
| 14. Dezember 2021, 21:00 WEZ | Linares Deportivo (III)             | 2:1                   | Deportivo Alavés (I)   |
| 14. Dezember 2021, 19:00 WEZ | FC Andorra (III)                    | 1:2 n. V.             | Celta Vigo (I)         |
| 14. Dezember 2021, 20:00 WEZ | Rayo Majadahonda (III)              | 1:0                   | FC Málaga (II)         |
| 14. Dezember 2021, 19:00 WEZ | UD San Sebastián de los Reyes (III) | 0:0 n. V. (4:5 i. E.) | CF Fuenlabrada (II)    |
| 15. Dezember 2021, 19:30 WEZ | Cultural Leonesa (III)              | 2:3 n. V.             | CD Leganés (II)        |
| 15. Dezember 2021, 20:00 WEZ | CD Castellón (III)                  | 1:2                   | FC Cartagena (II)      |
| 14. Dezember 2021, 20:00 WEZ | SD Huesca (II)                      | 0:1                   | FC Girona (II)         |
| 16. Dezember 2021, 19:00 WEZ | SD Amorebieta (II)                  | 1:2                   | UD Almería (II)        |
| 15. Dezember 2021, 20:00 WEZ | Sporting Gijón (II)                 | 2:1 n. V.             | AD Alcorcón (II)       |
| 15. Dezember 2021, 20:00 WEZ | SD Ponferradina (II)                | 2:1 n. V.             | UD Ibiza (II)          |
| 14. Dezember 2021, 20:00 WEZ | Real Saragossa (II)                 | 2:0                   | Burgos CF (II)         |
| 15. Dezember 2021, 21:00 WEZ | CD Teneriffa (II)                   | 1:2                   | SD Eibar (II)          |
| 15. Dezember 2021, 20:00 WEZ | Real Valladolid (II)                | 3:1                   | UD Las Palmas (II)     |
| 16. Dezember 2021, 20:00 WEZ | CD Lugo (II)                        | 1:2                   | CD Mirandés (II)       |

## Dritte Hauptrunde
Ab der dritten Runde steigen auch die vier Vereine ein, die an der Supercopa de España teilnahmen. Die Auslosung fand am 17. Dezember 2021 statt. Die Spiele wurden zwischen dem 4. und 6. Januar 2022 ausgetragen.
| Datum                     |                           | Ergebnis              |                        |
| ------------------------- | ------------------------- | --------------------- | ---------------------- |
| 6. Januar 2022, 20:00 WEZ | Atlético Mancha Real (IV) | 0:2                   | Athletic Bilbao (I)    |
| 6. Januar 2022, 21:30 WEZ | Rayo Majadahonda (III)    | 0:5                   | Atlético Madrid (I)    |
| 5. Januar 2022, 21:30 WEZ | CD Alcoyano (III)         | 1:3                   | Real Madrid (I)        |
| 5. Januar 2022, 19:30 WEZ | Linares Deportivo (III)   | 1:2                   | FC Barcelona (I)       |
| 5. Januar 2022, 20:00 WEZ | Atlético Baleares (III)   | 2:1                   | Celta Vigo (I)         |
| 5. Januar 2022, 20:00 WEZ | Real Valladolid (II)      | 0:3                   | Betis Sevilla (I)      |
| 6. Januar 2022, 20:00 WEZ | UD Almería (II)           | 1:2                   | FC Elche (I)           |
| 5. Januar 2022, 20:00 WEZ | CD Mirandés (II)          | 0:1                   | Rayo Vallecano (I)     |
| 5. Januar 2022, 18:00 WEZ | FC Cartagena (II)         | 1:2                   | FC Valencia (I)        |
| 6. Januar 2022, 18:00 WEZ | Sporting Gijón (II)       | 2:1                   | FC Villarreal (I)      |
| 5. Januar 2022, 16:00 WEZ | SD Eibar (II)             | 1:2                   | RCD Mallorca (I)       |
| 6. Januar 2022, 16:00 WEZ | CF Fuenlabrada (II)       | 0:1                   | FC Cádiz (I)           |
| 5. Januar 2022, 16:00 WEZ | CD Leganés (II)           | 2:3                   | Real Sociedad (I)      |
| 6. Januar 2022, 16:00 WEZ | FC Girona (II)            | 1:0                   | CA Osasuna (I)         |
| 6. Januar 2022, 18:00 WEZ | Real Saragossa (II)       | 0:2                   | FC Sevilla (I)         |
| 4. Januar 2022, 21:00 WEZ | SD Ponferradina (II)      | 1:1 n. V. (1:3 i. E.) | Espanyol Barcelona (I) |

## Achtelfinale
Die Auslosung für die Spiele des Achtelfinales fand am 7. Januar 2022 statt. Die Spiele wurden zwischen dem 15. und 20. Januar 2022 ausgetragen.
| Datum                      |                         | Ergebnis              |                        |
| -------------------------- | ----------------------- | --------------------- | ---------------------- |
| 16. Januar 2022, 12:00 WEZ | Atlético Baleares (III) | 0:1                   | FC Valencia (I)        |
| 15. Januar 2022, 18:30 WEZ | FC Girona (II)          | 1:2                   | Rayo Vallecano (I)     |
| 15. Januar 2022, 18:30 WEZ | Sporting Gijón (II)     | 0:0 n. V. (2:4 i. E.) | FC Cádiz (I)           |
| 20. Januar 2022, 19:00 WEZ | FC Elche (I)            | 1:2 n. V.             | Real Madrid (I)        |
| 19. Januar 2022, 21:00 WEZ | Real Sociedad (I)       | 2:0                   | Atlético Madrid (I)    |
| 15. Januar 2022, 21:30 WEZ | Betis Sevilla (I)       | 12:1 1                | FC Sevilla (I)         |
| 20. Januar 2022, 21:30 WEZ | Athletic Bilbao (I)     | 3:2 n. V.             | FC Barcelona (I)       |
| 15. Januar 2022, 16:00 WEZ | RCD Mallorca (I)        | 2:1                   | Espanyol Barcelona (I) |

## Viertelfinale
Die Auslosung für die Spiele des Viertelfinales fand am 21. Januar 2022 statt. Die Spiele wurden am 2. und 3. Februar 2022 ausgetragen.
| Datum                      |                     | Ergebnis |                   |
| -------------------------- | ------------------- | -------- | ----------------- |
| 3. Februar 2022, 21:30 WEZ | Athletic Bilbao (I) | 1:0      | Real Madrid (I)   |
| 3. Februar 2022, 20:00 WEZ | Real Sociedad (I)   | 0:4      | Betis Sevilla (I) |
| 2. Februar 2022, 21:00 WEZ | FC Valencia (I)     | 2:1      | FC Cádiz (I)      |
| 2. Februar 2022, 20:00 WEZ | Rayo Vallecano (I)  | 1:0      | RCD Mallorca (I)  |

## Halbfinale
Die Auslosung für die Spiele des Halbfinales fand am 4. Februar 2022 statt. Die Hinspiele wurden am 9. und 10. Februar, die Rückspiele am 2. und 3. März 2022 ausgetragen.
| Datum                                                   |                     | Gesamt |                   | Hinspiel | Rückspiel |
| ------------------------------------------------------- | ------------------- | ------ | ----------------- | -------- | --------- |
| 9. Februar 2022, 21:00 Uhr und 3. März 2022, 21:00 Uhr  | Rayo Vallecano (I)  | 2:3    | Betis Sevilla (I) | 1:2      | 1:1       |
| 10. Februar 2022, 21:30 Uhr und 2. März 2022, 21:00 Uhr | Athletic Bilbao (I) | 1:2    | FC Valencia (I)   | 1:1      | 0:1       |

## Finale
| Betis Sevilla                                                     | Betis Sevilla | FC Valencia | FC Valencia | Aufstellung                                 |
| ----------------------------------------------------------------- | --- | --- | ----------- | ------------------------------------------- |
| Betis Sevilla                                                     | \| 23. April 2022 um 22:00 Uhr (MESZ) in Sevilla (Olympiastadion) \| \| Ergebnis: 1:1 n. V. (1:1, 1:1), 5:4 i. E. \| \| Zuschauer: 53.387 \| \| Schiedsrichter: Alejandro Hernández Hernández (Kanarische Inseln) \| \| Spielbericht \|                                                                                              | \| 23. April 2022 um 22:00 Uhr (MESZ) in Sevilla (Olympiastadion) \| \| Ergebnis: 1:1 n. V. (1:1, 1:1), 5:4 i. E. \| \| Zuschauer: 53.387 \| \| Schiedsrichter: Alejandro Hernández Hernández (Kanarische Inseln) \| \| Spielbericht \|                                               | FC Valencia | Aufstellung Betis Sevilla gegen FC Valencia |
| Betis Sevilla                                                     | Claudio Bravo – Héctor Bellerín, Germán Pezzella, Marc Bartra, Álex Moreno (106. Juan Miranda) – Guido Rodríguez, William Carvalho (102. Andrés Guardado) – Sergio Canales (111. Cristian Tello), Nabil Fekir (111. Aitor Ruibal), Juanmi (86. Joaquín) – Borja Iglesias (102. Willian José) Cheftrainer: Manuel Pellegrini ( Chile) | Giorgi Mamardaschwili – Mouctar Diakhaby, Gabriel Paulista, Omar Alderete – Dimitri Foulquier (100. Yunus Musah), Hugo Guillamón (85. Uroš Račić), Ilaix Moriba (79. Thierry Correia), José Gayà – Carlos Soler, Gonçalo Guedes, Hugo Duro (85. Bryan Gil) Cheftrainer: José Bordalás | FC Valencia | Aufstellung Betis Sevilla gegen FC Valencia |
| Betis Sevilla                                                     | 1:0 Borja Iglesias (11.) | 1:1 Hugo Duro (30.) | FC Valencia | Aufstellung Betis Sevilla gegen FC Valencia |
| Betis Sevilla                                                     | Elfmeterschießen | | FC Valencia | Aufstellung Betis Sevilla gegen FC Valencia |
| Betis Sevilla                                                     | 1:1 Willian José 2:2 Joaquín 3:3 Andrés Guardado 4:3 Cristian Tello 5:4 Juan Miranda | 0:1 Carlos Soler 1:2 Uroš Račić 2:3 Gonçalo Guedes Yunus Musah 4:4 José Gayà | FC Valencia | Aufstellung Betis Sevilla gegen FC Valencia |
| Betis Sevilla                                                     | William Carvalho (14.), Germán Pezzella (72.), Borja Iglesias (95.), Cristian Tello (113.) | Gabriel Paulista (5.), Hugo Guillamón (74.), Omar Alderete (90.+2'), Thierry Correia (90.+3'), Carlos Soler (98.) | FC Valencia | Aufstellung Betis Sevilla gegen FC Valencia |
| Betis Sevilla                                                     | Spieler des Spiels: Borja Iglesias | | FC Valencia | Aufstellung Betis Sevilla gegen FC Valencia |
| 23. April 2022 um 22:00 Uhr (MESZ) in Sevilla (Olympiastadion)    | | |             |                                             |
| Ergebnis: 1:1 n. V. (1:1, 1:1), 5:4 i. E.                         | | |             |                                             |
| Zuschauer: 53.387                                                 | | |             |                                             |
| Schiedsrichter: Alejandro Hernández Hernández (Kanarische Inseln) | | |             |                                             |
| Spielbericht                                                      | | |             |                                             |